# 無線局
無線局（むせんきょく、英: radio station）は、
- 送信機あるいは受信機あるいは送信機と受信機の組み合わせ（継続に必要なアクセサリー装置を含む）（国際電気通信連合）
- 無線設備及び無線設備の操作を行う者の総体（受信専用は除く）。（日本の電波法）

と定義される。

## 概要
ITUの定義
国際電気通信連合（ITU）の定義では、「無線局とは、ひとつもしくはそれ以上の送信機もしくは受信機もしくは送信機と受信機の組み合わせのことで、無線通信や電波天文サービスを継続するために一箇所に必要なアクセサリー装置を含む　(station: One  or  more  transmitters  or  receivers  or  a  combination  of  transmitters  and  receivers,  including  the  accessory  equipment,  necessary  at  one  location  for  carrying  on  a radiocommunication service, or the radio astronomy service（Section IV, 1.61）    」
としている。
日本の電波法の定義
電波法第2条第5号に無線設備及び無線設備の操作を行う者の総体をいう。ただし、受信のみを目的とするものを含まない。」と定義している。上述の定義により、電波法上、無線局には操作する者を含むが、局舎などの建築物は無線局に含まれない。携帯形の無線機とそれを操作する者がいれば無線局である。
（余談であるが電波法の前身である無線電信法には「無線局」という文言は無かった。）

## 米国
米国の連邦通信委員会（FCC）による2016年3月31日時点の集計によると、以下のカテゴリでは、それぞれ以下のような数の無線局が存在している。
- AM　 4680局
- FM 　6715局
- FM Educational 　4096局
- UHF Commercial TV 　1031局
- VHF Commercial TV 　356局
- UHF Educational TV 　290局
- VHF Educational TV 　105局

米国の無線局は、FCC規則によって管理されている。ラジオ局やテレビ局などの無線局に関するFCC規則は、連邦規則集（CFR）のパート73および74に含まれる。
歴史
法規としては1912年以降en:Radio Act of 1912があった。同法に代わって、1927年にはen:Radio Act of 1927が施行された。1927年の法では米国連邦政府の無線通信の管理力が強化され、新たに設立したen:Federal Radio Commission（FRC）に監督させることになった。また同法で初めて、無線局の免許を取得するためには「公共の利益、利便性、または必要性」を示すことを義務付けた。1934年にはen:Communications Act of 1934が施行された。
- 米国での周波数分配の表

## 日本
引用の促音、拗音、送り仮名の表記は原文ママ。「法」は電波法の、「設備規則」は無線設備規則の略。
電波法第4条により、無線局を開設するには総務大臣の免許を受けねばならないのが原則であり、無線局免許状を総務省（総合通信局又は沖縄総合通信事務所）から交付された後でなければ運用してはならない。この免許を要する無線局は通称「免許局」と呼ばれる。
総務省において免許事務を所掌するのは、放送局関係は情報流通行政局、それ以外は総合通信基盤局である。
欠格事由
原則として外国籍の者に免許は与えられない。
特に基幹放送局は経営参加にも条件は厳しい。
これは、基幹放送局が言論報道機関であり、世論形成や文化創造等にきわめて大きな影響を及ぼす存在であることによる。
放送法第93条においても基幹放送事業者の認定に同趣旨の規定が盛り込まれている。

### 免許を要しない無線局
上記の例外にあたるもので、電波法第4条および第4条の2に規定されており、免許不要局とも呼ばれる。
- 第4条第1号 - 微弱無線局
- 第4条第2号 - 市民ラジオ
- 第4条第3号 - 小電力無線局
  - 上記の三種類の入手後の手続きは不要[4]
- 第4条第4号 - 登録局
  - 免許局と同様に無線局登録状を交付された後でなければ運用できない[5]。登録に関して外国籍の者を排除する規定は無い。
- 第4条の2第1項 - 訪日外国人が持ち込むWi-Fi・Bluetooth端末
  - 入国から90日以内の制限[6]がある。なお携帯電話端末が日本国内で利用できることは、電波法第103条の5第1項に規定する「外国の無線局の無線設備を使用して開設する無線局」によるもの[7]で、法的根拠は異なる。
- 第4条の2第2項 - 技適未取得機器を用いた実験等の特例
  - 一部の小電力無線局用の適合表示無線設備に相当する機器を実験・試験・調査に使用するためのもので、届け出ることで足る。届出日から180日以内の制限があり、同一目的の実験等で再度の届出はできない[8]。

### 種別
免許局と登録局は総務省令電波法施行規則第4条第1項の各号に種別が定義されている。
太字の無線通信業務は第3条に業務の定義がされている
- 固定局 - 固定業務を行う無線局
- 基幹放送局 - 基幹放送を行う無線局（当該基幹放送に加えて基幹放送以外の無線通信の送信をするものを含む。）であつて、基幹放送を行う実用化試験局以外のもの
- 地上基幹放送局 - 地上基幹放送又は移動受信用地上基幹放送を行う基幹放送局（放送試験業務を行うものを除く。）
- 特定地上基幹放送局 - 基幹放送局のうち法第6条第2項に規定する特定地上基幹放送局（放送試験業務を行うものを除く。）
- 地上基幹放送試験局 - 地上基幹放送又は移動受信用地上基幹放送を行う基幹放送局（放送試験業務を行うものに限る。）
- 特定地上基幹放送試験局 - 基幹放送局のうち法第6条第2項に規定する特定地上基幹放送局（放送試験業務を行うものに限る。）
- 地上一般放送局 - 地上一般放送（放送法施行規則第2条第4号の2に規定する地上一般放送をいう。以下同じ。）を行う無線局であつて、地上一般放送を行う実用化試験局以外のもの
- 海岸局 - 船舶局又は遭難自動通報局と通信をする陸上に開設する移動しない無線局
- 航空局 - 航空機局と通信を行なうため陸上に開設する移動中の運用を目的としない無線局（船舶に開設するものを含む。）
- 基地局 - 陸上移動局との通信（陸上移動中継局の中継によるものを含む。）を行うため陸上に開設する移動しない無線局（陸上移動中継局を除く。）
- 携帯基地局 - 携帯局と通信を行うため陸上に開設する移動しない無線局
- 無線呼出局 - 無線呼出業務を行う陸上に開設する無線局
- 陸上移動中継局 - 基地局と陸上移動局との間及び陸上移動局相互間の通信を中継するため陸上に開設する移動しない無線局
- 陸上局 - 海岸局、航空局、基地局、携帯基地局、無線呼出局、陸上移動中継局その他移動中の運用を目的としない移動業務を行う無線局
- 船舶局 - 船舶（人工衛星局の中継によつてのみ無線通信を行うものを除く。）の無線局のうち、無線設備が遭難自動通報設備又はレーダーのみのもの以外の無線局
- 遭難自動通報局 - 遭難自動通報設備のみを使用して無線通信業務を行なう無線局
- 船上通信局 - 船上通信設備のみを使用して無線通信業務を行う移動する無線局
- 航空機局 - 航空機の無線局（人工衛星局の中継によつてのみ無線通信を行うものを除く。）のうち、無線設備がレーダーのみのもの以外の無線局
- 陸上移動局 - 陸上を移動中又はその特定しない地点に停止中運用する無線局（船上通信局を除く。）
- 携帯局 - 陸上、海上若しくは上空の一若しくは二以上にわたり携帯して移動中又はその特定しない地点に停止中運用する無線局（船上通信局及び陸上移動局を除く。）
- 移動局 - 船舶局、遭難自動通報局、船上通信局、航空機局、陸上移動局、携帯局その他移動中又は特定しない地点に停止中運用する無線局
- 無線測位局 - 無線測位業務を行う無線局
- 無線航行局 - 無線航行業務を行う無線局
- 無線航行陸上局 - 移動しない無線航行局
- 無線航行移動局 - 移動する無線航行局
- 無線標定陸上局 - 無線標定業務を行なう移動しない無線局
- 無線標定移動局 - 無線標定業務を行なう移動する無線局
- 無線標識局 - 無線標識業務を行う無線局
- 地球局 - 宇宙局と通信を行ない、又は受動衛星その他の宇宙にある物体を利用して通信を行うため、地表又は地球の大気圏の主要部分に開設する無線局
- 海岸地球局 - 法第63条に規定する海岸地球局
  - 電気通信業務を行うことを目的として陸上に開設する無線局であつて、人工衛星局の中継により船舶地球局と無線通信を行う無線局
- 航空地球局 - 陸上に開設する無線局であつて、人工衛星局の中継により航空機地球局と無線通信を行う無線局
  - 法第70条の3第2項に規定する航空地球局をいう。
- 携帯基地地球局 - 人工衛星局の中継により携帯移動地球局と通信を行うため陸上に開設する無線局
- 船舶地球局 - 法第6条第1項第4号に規定する船舶地球局
  - 船舶に開設する無線局であつて、人工衛星局の中継により無線通信を行うもの（実験等無線局及びアマチュア無線局を除く。）
- 航空機地球局 - 法第6条第1項第4号に規定する航空機地球局
  - 航空機に開設する無線局であつて、人工衛星局の中継によつてのみ無線通信を行う無線局
- 携帯移動地球局 - 自動車その他陸上を移動するものに開設し、又は陸上、海上若しくは上空の一若しくは二以上にわたり携帯して使用するために開設する無線局であつて、人工衛星局の中継により無線通信を行うもの（船舶地球局及び航空機地球局を除く。）
- 宇宙局 - 地球の大気圏の主要部分の外にある物体（その主要部分の外に出ることを目的とし、又はその主要部分の外から入つたものを含む。）に開設する無線局
- 人工衛星局 - 法第6条第1項第4号に規定する人工衛星局
  - 人工衛星の無線局
- 衛星基幹放送局　衛星基幹放送（放送法第2条第13号の衛星基幹放送をいう。）を行う基幹放送局（衛星基幹放送試験局を除く。）
- 衛星基幹放送試験局　衛星基幹放送を行う基幹放送局（放送及びその受信の進歩発達に必要な試験、研究又は調査のため、一般公衆によつて直接受信されるための無線電話、テレビジョン、データ伝送又はファクシミリによる無線通信業務を試験的に行うものに限る。）
- 非常局 - 非常通信業務のみを行うことを目的として開設する無線局
- 実験試験局 - 科学若しくは技術の発達のための実験、電波の利用の効率性に関する試験又は電波の利用の需要に関する調査を行うために開設する無線局であつて、実用に供しないもの（放送をするものを除く。）をいう。
- 実用化試験局 - 当該無線通信業務を実用に移す目的で試験的に開設する無線局
- アマチユア局 - アマチユア業務を行う無線局
- 簡易無線局 - 簡易無線業務を行う無線局
- 構内無線局 - 構内無線業務を行う無線局
- 気象援助局 - 気象援助業務を行う無線局
- 標準周波数局 - 標準周波数業務を行う無線局
- 特別業務の局 - 特別業務を行う無線局

これらの無線局は毎年電波利用料の納付が義務付けられる。

### 開設の基準
無線局を開設するにあたっては、種別により総務省令無線局（基幹放送局を除く。）の開設の根本的基準又は基幹放送局の開設の根本的基準が適用され、その必要性が審査される。
ここでは一般無線局に適用される無線局（基幹放送局を除く。）の開設の根本的基準第8条について掲げる。
1. その局は、免許人以外の者の使用に供するものでないこと。
2. その局を開設する目的、通信の相手方の選定及び通信事項が法令に違反せず、かつ、公共の福祉を害しないものであること。
3. その局を運用することがその局を使用する事業又は業務の遂行のために必要であつて、かつ、それにより公共の福祉を増進することができること。
4. 通信の相手方及び通信事項は、その局を使用する事業又は業務の遂行上必要であつて、最少限のものであること。
5. その局を開設することが既設の無線局等の運用又は電波の監視に支障を与えないこと。
6. その局を開設する目的を達成するためには、その局を開設することが電気通信業務用電気通信施設を利用する場合に比較して能率的かつ経済的であること。
7. その局を開設する目的を達成するためには、その局を開設することが他の各種の電気通信手段を使用する場合に比較して能率的かつ経済的であること。
8. その局が大使館、公使館又は領事館の公用に供する無線局であつて特定の固定地点間の無線通信を行うものであるときは、その局の免許を受けようとする者は、その国内において日本国政府又はその代表者が同種の無線局を開設することを認める国の政府又は代表者であること。
9. その局が890MHz以上の周波数の電波による特定の固定地点間の無線通信で法第102条の2第1項第2号に掲げるものを行うもの（その局の無線通信について同条同項の規定による伝搬障害防止区域の指定の必要がないものを除く。）であるときは、当該無線通信の電波伝搬路における当該電波が法102条の3第1項各号の1に該当する行為により伝搬障害を生ずる見込みのあるものでないこと。

上記第3項にもあるように、無線局は事業者が事業又は業務を遂行する為に開設するものである。
その他、用途により例えば電気通信業務用無線局であれば「実施について適切な計画を有し、かつ、当該計画を確実に実施するに足りる能力を有するもの」、公共業務用無線局であれば「所掌事務の遂行のために開設するもの」等が要件とされる。
すなわち、無線局の免許は実務上殆どが官公庁や私企業などの法人でなければ申請できず、免許人になれない。
個人が事業あるいはレジャーや趣味で開設できるのは船舶局、航空機局、簡易無線局、アマチュア局などに事実上限られる。

### 開設
無線局の開設には、予備免許を取得し落成検査を受けて違反がない場合に免許されるのが原則である。ただし、簡易な免許手続による場合及び複数の特定無線局を包括して開設する場合や登録の場合は、予備免許や落成検査を省略して免許又は登録される。
なお一部の免許および登録の権限は、総合通信局長又は沖縄総合通信事務所長に委任されている。

### 免許人の地位承継
無線局の免許は、電波法第20条の規定により譲渡することができる。
免許人について、同条第2項により相続があった場合の相続人と同条第3項から第5項により事業分割・合併などの場合の譲受人が対象である。
なお譲受人については、総務大臣の許可を要する。
これを免許人の地位承継という。
- 無線局の登録についても電波法第27条の27により譲渡すること、登録人の地位承継ができる。

### 無線従事者
無線局の操作は電波法第39条により、無線従事者またはその監督による者が行うのが原則である。
この例外を「簡易な操作」といい電波法施行規則第33条に規定される。
主要な簡易な操作の事例を掲げる。
- 電波法施行規則第6条の第1号から第3号に規定される免許不要局
- 遭難自動通報局、簡易無線局、構内無線局
- ラジオ・ブイ（無線標定移動局）、ラジオゾンデ（気象援助局）、アルゴスシステム（実験試験局）
- 適合表示無線設備のみを用いるギャップフィラー地上基幹放送局やエリア放送地上一般放送局
- 基地局、携帯基地局の無線従事者を宰領通信の管理者とした際に通信の相手方となる陸上移動局や携帯局
- 包括免許される携帯電話端末やMCA無線移動局（陸上移動局）

電波法には、無線従事者について免許人との間の要件は定めておらず、外部委託することも可能である。ただし、アマチュア局は除く。

### 特定が付された無線局
特定地上基幹放送局及び特定地上基幹放送試験局以外の電波法令にある「特定」の文言が付された無線局を掲げる。

#### 特定無線局
電波法第27条の2に「次の各号のいずれかに掲げる無線局であつて、適合表示無線設備のみを使用するもの」と規定している。
包括的に免許を付与することができる無線局のことである。

#### 種別に特定を冠する無線局
- 特定船舶局 - 電波法施行規則第34条の6第1号に「無線電話、遭難自動通報設備、レーダーその他の小規模な船舶局に使用する無線設備として総務大臣が別に告示[10]する無線設備のみを設置する船舶局（国際航海に従事しない船舶の船舶局に限る。）と規定している。
- 特定基地局 - 電波法第27条の12に「陸上に開設する移動しない無線局であつて、次の各号のいずれかに掲げる事項を確保するために、同一の者により相当数開設されることが必要であるもののうち、電波の公平かつ能率的な利用を確保するためその円滑な開設を図ることが必要であると認められるもの」と規定され各号が続く。
- 特定実験試験局 - 無線局（基幹放送局を除く。）の開設の根本的基準第6条第2項に「総務大臣が公示する周波数、当該周波数の使用が可能な地域及び期間並びに空中線電力の範囲内で開設する実験試験局」と規定している。
- 特定陸上移動中継局 - 電波法施行規則第33条第6号(2)に「設備規則第49条の6に規定する技術基準に適合する無線設備を使用するものであつて、屋内その他他の無線局の運用を阻害するような混信その他の妨害を与えるおそれがない場所に設置するもの 」と規定している。

#### 特定新規開設局および特定公示局
電波法第71条の2に規定している。
同条第1項第3号に「新割当区分の無線局のうち周波数割当計画等の変更の公示と併せて総務大臣が公示するもの」を特定新規開設局と規定している。
総務省告示周波数割当計画又は基幹放送用周波数使用計画の変更が公示された際に併せて公示される。
特定新規開設局の開設にあたり、周波数又は空中線電力の変更を要する無線局がある場合に総務大臣は工事に要する費用に充てるための給付金の支給その他の必要な援助（「特定周波数変更対策業務」という。）をとることができる。
同条第2項に「その公示する無線局」を特定公示局と規定している。
これは特定新規開設局を開設するにあたり、周波数割当計画又は基幹放送用周波数使用計画の変更に伴い所定の期限内に周波数変更又は廃局しようとする無線局に対し総務大臣は給付金の支給その他の必要な援助（「特定周波数終了対策業務」という。）を行うことができるとされる。
この援助の対象となる特定新規開設局のことである。

#### 特定不法開設局
電波法第102条の13第2項に「第4条の規定に違反して開設される無線局のうち特定の範囲の周波数の電波を使用するもの」と規定している。
後述の不法無線局の内、不法開設の多い周波数帯のものをいう。
具体的には、電波法施行規則第51条の2に指定無線設備として掲げられている。

#### 特定免許等不要局
電波法第103条の2第12項に「特定周波数終了対策業務に係る全ての特定公示局が第4条第3号の無線局である場合における当該特定公示局」と規定している。
電気通信事業者が開設する特定公示局がすべて小電力無線局である場合に、特定周波数終了対策業務のために電波利用料を徴収できるように規定されたものである。

#### 特定小電力無線局
上述のとおり、小電力無線局の一種で電波法施行規則第6条第4項第2号に「次に掲げる周波数の電波を使用するものであつて、総務大臣が別に告示する電波の型式及び周波数並びに空中線電力に適合するもの」と規定され、用途と周波数帯を定めた各号が続く。

### その他の分類
義務船舶局、義務航空機局
- 義務船舶局 - 船舶安全法に基づき無線局を設置することが義務付けられた船舶の船舶局
- 義務航空機局 - 航空法に基づき無線局を設置することが義務付けられた航空機の航空機局
  - 電波法第13条第2項に規定している。ともに免許の有効期限は無期限である。

親局、中継局
- 親局 - 放送対象地域ごとの放送系のうち最も中心的な機能を果たす基幹放送局
- 中継局 - 親局以外の基幹放送局
  - 総務省告示基幹放送用周波数使用計画第1 総則第1項に定義している。

広域開設無線局
電波法第103条の2第2項に「広範囲の地域において同一の者により相当数開設される無線局」と規定している。
電気通信事業者が開設する特定基地局について、地域毎の利用の繁閑に応じて電波利用料の増減を図るために規定されたものである。
自衛隊の無線局
- 自衛隊のレーダー及び移動体の無線設備（携帯無線機や車両、艦船、航空機に搭載された無線機）については、自衛隊法第112条第1項により電波法の免許、登録及び検査並びに無線従事者に関する事項は除外される。[注 2]

米軍放送網及び在日米軍の無線局
- AFN及び在日米軍の無線局 - 日本国とアメリカ合衆国との間の相互協力及び安全保障条約第六条に基づく施設及び区域並びに日本国における合衆国軍隊の地位に関する協定の実施に伴う電波法の特例に関する法律（通称「地位協定に伴う電波法特例法」）に基づき日米地位協定に定めるところによる。

不法無線局、違法無線局
- 不法無線局 - 無線機を免許を受けずに使用しているもの。免許の有効期限が経過してなお使用しているものも含まれる。
- 違法無線局 - 免許を受けていながら免許外の行為（目的外使用、周波数や電波型式の逸脱など）をする無線局。

### 旧技術基準の機器の使用
無線設備規則のスプリアス発射等の強度の許容値に関する技術基準の改正

により、旧技術基準の無線設備の使用は「平成34年11月30日」

まで、旧技術基準の無線設備による免許・登録や変更の申請が可能な期間は「平成19年11月30日」

までとされた。
対象となるのは、
- 「平成17年11月30日」[14]までに製造された機器、無線機器型式検定規則による検定に合格した「検定合格機器」または特定無線設備の技術基準適合証明等に関する規則により認証された適合表示無線設備
- 経過措置として、旧技術基準により「平成19年11月30日」までに製造された機器[13]、検定に合格した検定合格機器[15]または認証された適合表示無線設備[16]

である。
後に申請可能な期間は「平成29年11月30日」

まで延長された。
- この時に、旧技術基準で「平成24年11月30日」までに製造された船舶用レーダーは申請可能[18]とされた。

これ以降は再免許・再登録しかできない。
- 宇宙局の無線設備は設置し続ける限り再免許可能[12]
- 検定合格機器は設置が継続される限り検定合格の効力は有効[19]とされるので、設置し続ける限り再免許可能

更にコロナ禍により符号分割多元接続方式携帯無線通信および時分割・符号分割多元接続方式携帯無線通信の無線局を除き、使用期限を「当分の間」延期することとなった。
- 除外されるのはcdmaOne、W-CDMA・CDMA2000の携帯電話用基地局、陸上移動中継局　陸上移動局である。
- 期限延長の意見募集の時点で包括免許を除く276万局の内、8割の210万局が移行したとある。

2021年（令和3年）8月3日以降、新たな使用期限が設定されるまでの旧技術基準の無線設備を用いた既設局の免許・登録及び使用は次の通り
- 再免許・再登録は可能
  - 「令和4年12月1日以降は、新たな使用期限が設定されるまで他の無線局の運用に妨害を与えない場合に限り使用可能」[23]とされる。
  - 「平成29年12月1日」以降の免許状・登録状にあった「免許・登録の有効期限（新技術基準の無線設備と混在する場合は旧技術基準の無線設備の使用期限）は令和4年11月30日まで」の条件は「令和4年12月1日以降、他の無線局の運用に妨害を与えない場合に限り使用することができる」との条件が付されているとみなされる。[24]
  - 上記の通り、宇宙局の無線設備は設置し続ける限り再免許可能なので、人工衛星局、衛星基幹放送局、衛星基幹放送試験局は新たに使用期限が設定されても設置し続ける限り再免許可能
  - 上記の通り、検定合格機器は設置が継続される限り検定合格の効力は有効とされるので、新たに使用期限が設定されても設置し続ける限り再免許可能
- 免許不要局の市民ラジオと小電力無線局（一部規制の適用除外あり、「小電力無線局#旧技術基準による機器の使用」参照）は適合表示無線設備によるので、これらも同様に使用期限が「当分の間」延長される。

後に400MHz帯アナログ簡易無線の使用期限は「令和6年11月30日」までとされた。

### 登録免許税
無線局の免許または登録は、原則として登録免許税の対象である。
登録免許税法別表第1 課税範囲、課税標準及び税率の表 第54号から抜粋する。
| (1) | 無線局の免許（再免許及び政令で定める免許を除く。） | 1局につき30,000円（基幹放送局は、150,000円） |
| (2) | 無線局の登録（再登録及び政令で定める登録を除く。） | 1局につき30,000円                            |

非課税となる範囲は政令登録免許税法施行令第12条に規定されているが、電波法、放送法または電波法関係手数料令を引用し、更にこれらから登録免許税法施行規則または無線設備規則を引用しているので、内容を整理して掲示する。
| 免許 | 第1項第1号 | 義務船舶局又は義務航空機局                                                                               |
| 免許 | 第1項第2号 | 実用化試験局                                                                                             |
| 免許 | 第1項第3号 | 日本放送協会の特定地上基幹放送局                                                                         |
| 免許 | 第1項第4号 | 日本放送協会以外の特定地上基幹放送事業者又は地上基幹放送の基幹放送局提供事業者の基幹放送を中継する中継局 |
| 免許 | 第1項第5号 | 上記以外で基本送信機の空中線電力が500W以下の無線局                                                       |
| 免許 | 第1項第6号 | 上記以外の既設の無線局の無線設備の全部又は一部のみを使用して開設する無線局                               |
| 登録 | 第2項      | 基本送信機が空中線電力500W以下の無線局                                                                   |
| 注1 「基本送信機」は、送信機が一台のみの場合にはそれを、二台以上の場合には最大空中線電力のもの（船舶局又は航空機局では、遭難自動通報設備及びレーダー以外の送信機のうち空中線電力の最大のもの）を指す。 注2 「レーダーの空中線電力」は、1/d（dは衝撃係数（パルス幅とパルス周期との比））で換算する。 |            | |

### 情報の公表
無線局の免許又は登録に関する情報は、電波法施行規則に規定するものがインターネットにより公表される。

### 運用

#### 運用開始の届出
次に掲げる無線局は運用開始の届出を要する。 
基幹放送局
海岸局（電気通信業務を取り扱うもの、海上安全情報の送信を行うもの又は2187.5kHz、4207.5kHz、6312kHz、8414.5kHz、12577kHz、16804.5kHz、27524kHz、156.525MHz若しくは156.8MHzの電波を送信に使用するものに限る。）
航空局（電気通信業務を取り扱うもの又は航空交通管制の用に供するものに限る。）
無線航行陸上局
海岸地球局
航空地球局（航空機の安全運航又は正常運航に関する通信を行うものに限る。）
標準周波数局
特別業務の局（通信機能抑止装置、VICS用無線ビーコン及び空中線電力10W以下の路側放送を除く。）

#### 運用の告示
次に掲げる無線局は運用に関する事項が告示される。 
無線航行陸上局（海上無線航行業務用に限る。）
標準周波数局
特別業務の局（通信機能抑止装置、VICS用無線ビーコン及び空中線電力10W以下の路側放送を除く。）

#### 目的外使用の禁止
無線局は、免許状に記載された目的又は通信の相手方若しくは通信事項(特定地上基幹放送局については放送事項)の範囲を超えて運用してはならない。
ただし、遭難通信、緊急通信、安全通信、非常通信、放送の受信その他、無線局運用規則に定める通信についてはこの限りではない。

### 検査
落成検査
#開設にある通り、原則として無線局の免許を取得する際に受ける検査である。ただし簡易な免許手続きの対象および特定無線局として包括免許されるものは落成検査を経ることなく免許される。
定期検査
免許局は原則として定期的に検査を受けねばならない。ただし開設の目的、無線局管理の状況等からして必要性が低いと認められたもので電波法施行規則に規定されるものについてはその限りではない。
周期は種別毎に規定されており、前の検査からこの期間を経過した日の前後3ヶ月以内に実施される。
変更検査
免許局の無線設備の変更をする際には原則として検査を受けねばならない。ただし簡易な免許手続きの対象および特定無線局として包括免許されるものは変更検査を経ることなく免許される。
臨時検査
次の場合に臨時に検査を行うことがある。
- 電波法第71条の5の無線設備の修理その他の必要な措置をとるべきことを命じたとき、
- 電波法第72条第1項の電波の発射の停止を命じたとき
- 電波法第72条第2項の申出があつたとき
- 無線局のある船舶又は航空機が外国へ出港しようとするとき
- その他電波法の施行を確保するため特に必要があるとき

臨時検査は、職員を無線局に派遣して実施する以外に無線局の発射する電波の質又は空中線電力に係る無線設備の事項についてのみ検査を行えば足りると認められる場合に電波を発射させ遠隔地における測定により検査を行うことがある。
上述の通り落成検査、定期検査、変更検査は免許局に対して実施されるものだが、臨時検査は免許局以外にも、つまり免許不要局や不法無線局に対して実施されることがある。

### 廃止
無線局を廃止するときは総務大臣に届け出るとともに、遅滞なく空中線の撤去その他の電波法施行規則に定める電波の発射を防止するために必要な措置をとらねばならない。 
- 従前は「空中線の撤去」として廃止された際はすべて空中線を撤去するものとしていた。

災害等の免許人・登録人・包括免許人の責任が無い事由により運用が困難になった無線局は、運用が困難となった後に遅滞なく廃止届を提出することにより、運用が困難になった日に遡り廃止することができる。これを「遡り廃局」という。

### 行政処分
無線局に関する行政処分は、電波法第6章監督に規定される。
第75条
無線局の免許人が第5条に規定する欠格事由に該当するに至ったときは無線局の免許が取り消される。
第76条
無線局の免許人、登録人、包括免許人がこの条の各号の規定に違反したときは、無線局の免許、登録、包括免許が取り消されるか又は3ヶ月以内の業務停止を命ぜられることがある。

### 沿革
1950年（昭和25年）- 電波法施行規則 制定時の種別を掲げる。
1. 固定局
2. 航空固定局
3. 放送局
4. 陸上局
5. 海岸局
6. 基地局
7. 航空局
8. 移動局
9. 船舶局
10. 航空機局
11. 陸上移動局
12. 無線測位局
13. 無線航行局
14. 無線航行陸上局
15. 無線航行移動局
16. 無線方向探知局
17. 無線標識局
18. 非常局
19. 実験局
20. 実用化試験局
21. アマチユア局
22. 気象援助局
23. 標準周波数局

注　定義は現行のものと異なるものがある。
無線局が免許されたときはその内容を公示するもの、運用を開始するときは届け出るものとされていた。
1958年（昭和33年）- 簡易な免許手続が制度化され一部の無線局について予備免許や落成検査を経ずに免許されることとなり、無線局の免許の公示及び運用開始の届出について電波法施行規則に定めるものは必要としないものに

1971年（昭和46年）- 一部の無線局の免許の許可の権限の郵政大臣（現・総務大臣）から地方電波監理局長（後に地方電気通信監理局長、現・総合通信局長）への委任が開始

1972年（昭和47年）- 沖縄県においては一部の無線局の免許の権限は沖縄郵政管理事務所長（現・沖縄総合通信事務所長）に委任されることに

1993年（平成5年）- 電波利用料が制度化

1997年（平成9年）- 特定無線局が制度化され包括的に免許を付与することができることに

2002年（平成14年）- 無線局の免許情報が公示にかえインターネットにより公表されることに

2005年（平成17年）
- 登録局が制度化され登録情報はインターネットにより公表されることに[34]
- 無線局の登録の権限は総合通信局長又は沖縄総合通信事務所長に委任されることに[35]
- 技術基準改正により、旧技術基準の機器の使用期限が設定[11]

2010年（平成22年）- 廃止の際、空中線を撤去するとされていたものが、電波の発射を防止すればよいものに

2017年（平成29年）- 旧技術基準の機器による新規の免許・登録が終了

2019年（平成31年）- 遡り廃局が規定

2021年（令和3年）- 旧技術基準の機器の使用期限が延長

局数の推移
| 年度 | 局数        | 出典                    | 出典                           |                       |
| --- | ----------- | ----------------------- | ------------------------------ | --------------------- |
| 昭和33年度末                                                                                               | 40,310      | 第19表 無線局数の推移   | 第19表 無線局数の推移          |                       |
| 昭和34年度末                                                                                               | 52,485      | 第19表 無線局数の推移   | 第19表 無線局数の推移          |                       |
| 昭和35年度末                                                                                               | 70,527      | 第19表 無線局数の推移   | 第19表 無線局数の推移          |                       |
| 昭和36年度末                                                                                               | 101,588     | 第19表 無線局数の推移   | 第19表 無線局数の推移          |                       |
| 昭和37年度末                                                                                               | 145,175     | 第19表 無線局数の推移   | 第19表 無線局数の推移          |                       |
| 昭和38年度末                                                                                               | 196,358     | 第19表 無線局数の推移   | 第19表 無線局数の推移          |                       |
| 昭和39年度末                                                                                               | 253,130     | 第19表 無線局数の推移   | 第19表 無線局数の推移          |                       |
| 昭和40年度末                                                                                               | 315,844     | 第19表 無線局数の推移   | 第19表 無線局数の推移          |                       |
| 昭和41年度末                                                                                               | 385,930     | 第19表 無線局数の推移   | 第19表 無線局数の推移          |                       |
| 昭和42年度末                                                                                               | 436,633     | 第19表 無線局数の推移   | 第19表 無線局数の推移          |                       |
| 昭和43年度末                                                                                               | 513,205     | 第19表 無線局数の推移   | 第19表 無線局数の推移          |                       |
| 昭和44年度末                                                                                               | 604,931     | 第19表 無線局数の推移   | 第19表 無線局数の推移          |                       |
| 昭和45年度末                                                                                               | 712,558     | 第19表 無線局数の推移   | 第19表 無線局数の推移          |                       |
| 昭和46年度末                                                                                               | 833,676     | 第19表 無線局数の推移   | 第19表 無線局数の推移          |                       |
| 昭和47年度末                                                                                               | 932,819     | 第19表 無線局数の推移   | 第19表 無線局数の推移          |                       |
| 昭和48年度末                                                                                               | 1.082,272   | 第18表 無線局数の推移   | 第18表 無線局数の推移          |                       |
| 昭和49年度末                                                                                               | 1,210,753   | 第15表 無線局数の推移   | 第15表 無線局数の推移          |                       |
| 昭和50年度末                                                                                               | 1,321,875   | 第23表 無線局数の推移   | 第23表 無線局数の推移          |                       |
| 昭和51年度末                                                                                               | 1,425,698   | 第29表 無線局数の推移   | 第29表 無線局数の推移          |                       |
| 昭和52年度末                                                                                               | 1,519,344   | 第27表 無線局数の推移   | 第27表 無線局数の推移          |                       |
| 昭和53年度末                                                                                               | 1,658,967   | 第27表 無線局数の推移   | 第27表 無線局数の推移          |                       |
| 昭和54年度末                                                                                               | 1,816,115   | 第27表 無線局数の推移   | 第27表 無線局数の推移          |                       |
| 昭和55年度末                                                                                               | 1.982,785   | 第27表 無線局数の推移   | 第27表 無線局数の推移          |                       |
| 昭和56年度末                                                                                               | 2,121,247   | 第25表 無線局数の推移   | 第25表 無線局数の推移          |                       |
| 昭和57年度末                                                                                               | 2,012,822   | 第24表 無線局数の推移   | 第24表 無線局数の推移          |                       |
| 昭和58年度末                                                                                               | 2.686,644   | 第25表 無線局数の推移   | 第25表 無線局数の推移          |                       |
| 昭和59年度末                                                                                               | 3,303,783   | 資料2-96 無線局数の推移 | 資料2-96 無線局数の推移        |                       |
| 昭和60年度末                                                                                               | 3,813,604   | 資料3-54 無線局数の推移 | 資料3-54 無線局数の推移        |                       |
| 昭和61年度末                                                                                               | 4,155,554   | 資料3-60 無線局数の推移 | 資料3-60 無線局数の推移        |                       |
| 昭和62年度末                                                                                               | 4,481,283   | 資料4-1 無線局数の推移  | 資料4-1 無線局数の推移         |                       |
| 昭和63年度末                                                                                               | 4,954,570   | 資料4-1 無線局数の推移  | 資料4-1 無線局数の推移         |                       |
| 平成元年度末                                                                                               | 5,611,222   | 資料4-1 無線局数の推移  | 資料4-1 無線局数の推移         |                       |
| 平成2年度末                                                                                                | 6,468,211   | 資料1-2 無線局数の推移  | 資料1-2 無線局数の推移         |                       |
| 平成3年度末                                                                                                | 7,574,478   | 資料1-62 無線局数の推移 | 資料1-62 無線局数の推移        |                       |
| 平成4年度末                                                                                                | 8,292,624   | 資料1-38 無線局数の推移 | 資料1-38 無線局数の推移        |                       |
| 平成5年度末                                                                                                | 8,332,055   | 資料1-38 無線局数の推移 | 資料1-38 無線局数の推移        |                       |
| 平成6年度末                                                                                                | 10,833,755  | 資料1-38 無線局数の推移 | 資料1-38 無線局数の推移        |                       |
| 平成7年度末                                                                                                | 17,315,536  | 資料1-38 無線局数の推移 | 資料1-38 無線局数の推移        |                       |
| 平成8年度末                                                                                                | 29,211,483  | 資料11 無線局数の推移   | 資料11 無線局数の推移          |                       |
| 平成9年度末                                                                                                | 39,478,889  | 資料11 無線局数の推移   | 資料11 無線局数の推移          |                       |
| 平成10年度末                                                                                               | 46,971,542  | 資料11 無線局数の推移   | 資料11 無線局数の推移          |                       |
| 平成11年度末                                                                                               | 57,478,504  | 地域・局種別無線局数    | 平成11年度第4四半期末          |                       |
| 平成12年度末                                                                                               | 66,573,134  | 地域・局種別無線局数    | 平成12年度第4四半期末          | 平成12年度第4四半期末 |
| 平成13年度末                                                                                               | 74,345,550  | 用途別無線局数          | H13 用途・業務・免許人・局種別 |                       |
| 平成14年度末                                                                                               | 80,415,372  | 用途別無線局数          | H14 用途・局種別無線局数       |                       |
| 平成15年度末                                                                                               | 87,369,981  | 用途別無線局数          | H15 用途・局種別無線局数       |                       |
| 平成16年度末                                                                                               | 96,643,685  | 用途別無線局数          | H16 用途・局種別無線局数       |                       |
| 平成17年度末                                                                                               | 104,296,073 | 用途別無線局数          | H17 用途・局種別無線局数       |                       |
| 平成18年度末                                                                                               | 102,803,380 | 用途別無線局数          | H18 用途・局種別無線局数       |                       |
| 平成19年度末                                                                                               | 108,035,751 | 用途別無線局数          | H19 用途・局種別無線局数       |                       |
| 平成20年度末                                                                                               | 112,017,717 | 用途別無線局数          | H20 用途・局種別無線局数       |                       |
| 平成21年度末                                                                                               | 116,564,451 | 用途別無線局数          | H21 用途・局種別無線局数       |                       |
| 平成22年度末                                                                                               | 120,979,200 | 用途別無線局数          | H22 用途・局種別無線局数       |                       |
| 平成23年度末                                                                                               | 134,889,238 | 用途別無線局数          | H23 用途・局種別無線局数       |                       |
| 平成24年度末                                                                                               | 146,234,284 | 用途別無線局数          | H24 用途・局種別無線局数       |                       |
| 平成25年度末                                                                                               | 157,240,014 | 用途別無線局数          | H25 用途・局種別無線局数       |                       |
| 平成26年度末                                                                                               | 177,545,403 | 用途別無線局数          | H26 用途・局種別無線局数       |                       |
| 平成27年度末                                                                                               | 199,841,479 | 用途別無線局数          | H27 用途・局種別無線局数       |                       |
| 平成28年度末                                                                                               | 217,350,742 | 用途別無線局数          | H28 用途・局種別無線局数       |                       |
| 平成29年度末                                                                                               | 234,449,085 | 用途別無線局数          | H29 用途・局種別無線局数       |                       |
| 平成30年度末                                                                                               | 251,013,472 | 用途別無線局数          | H30 用途・局種別無線局数       |                       |
| 令和元年度末                                                                                               | 266,268,254 | 用途別無線局数          | R01 用途・局種別無線局数       |                       |
| 令和2年度末                                                                                                | 277,108,741 | 用途別無線局数          | R02 用途・局種別無線局数       |                       |
| 令和3年度末                                                                                                | 291,978.505 | 用途別無線局数          | R03 用途・局種別無線局数       |                       |
| 令和4年度末                                                                                                | 305,669,619 | 用途別無線局数          | R04 用途・局種別無線局数       |                       |
| 令和5年度末                                                                                                | 321,634,586 | 用途別無線局数          | R05 用途・局種別無線局数       |                       |
| 平成9年度より特定無線局については開設局数が計上されている。 平成16年度より免許局と登録局が合算されている。 |             |                         |                                |                       |